# サービト・イブン・クッラ
サービト・イブン・クッラ（Thābit ibn Qurra、826年–901年2月18日）はアッバース朝時代のバグダードで活躍した天文学者、数学者。正しい名はアブル＝ハサン・サービト・イブン・クッラ・イブン・マルワーン・アッ＝サービー・アル＝ハッラーニー（アラビア語:  أبو الحسن ثابت بن قرة بن مروان الصابئ الحراني, ラテン文字転写: Abu l-Ḥasan Ṯābit b. Qurra b. Marwān aṣ-Ṣābiʾ al-Ḥarrānī）であり、ラテン語名は Thebit（テービト）である。

## 生涯
サービトは、メソポタミア北部の町（現トルコ領）であるハッラーンに生まれた。当時のハッラーンはギリシア系文化の中心地であり、サービトの一族は星辰崇拝者（偽サービア教徒）だった。成人後は両替商だった時期があったといわれる。富裕な一族であるバヌー・ムーサー（Banū Mūsā）三兄弟の長兄ジャッファル・ムハンマド・イブン・ムーサー・イブン・シャーキル（Ja'far Muhammad ibn Mūsā ibn Shākir）に招かれて、バグダードの「知恵の館」で学び、学者として活動する。晩年、アッバース朝のカリフ・ムウタディドの治世になると庇護を受け、ムウタディドに宮仕えし、個人的な友人にもなったのちにバグダードで没した。息子や孫にも翻訳家や数学者になる者がおり、孫のイブラーヒーム・イブン・スィナーンなどが知られている。

## 翻訳
サービトは数学、天文学、占星術、魔術、工学、医学、哲学に通じており、母語はシリア語であったがギリシア語にも堪能であった。そのためバグダードで翻訳家として活動し、ギリシア科学の文献をアラビア語に翻訳した。その中には、アポロニオスやアルキメデス、エウクレイデス、プトレマイオスの著書がある。また、フナイン・イブン・イスハークによってアラビア語訳されたエウクレイデスの『原論』を改訂し、やはりイスハークが翻訳したプトレマイオスの『シュンタクシス』を再書した。翻訳家を養成する学校を創設し、優れた翻訳家を輩出した。

## 数学
数論の分野では、友愛数の組を求める数式の発見者とされる。サービトは『友愛数の定義についての書』という著者の中で、公式を説明した。代数問題を幾何的に解く価値に注目した最初期のアラビア数学者でもあり、『代数問題についての正しい幾何学解』という著書で、エウクレイデスの定理を用いて方程式に幾何学上の証明を与えた。また、パップスと同様に、ピタゴラスの定理を一般の三角形に拡張した。この他に球面三角法、エウクレイデスの平行線公準の証明、アルキメデスの放物線の求積法などを研究した。

## 天文学
天文学では、歳差運動を分点の秤動で説明しようとする「トレピダチオ説」 (trepidation) がサービトに帰されると考えられている ほか、ニコラウス・コペルニクスによれば、恒星年を非常に精度よく求めたとされる。

## 静力学
『カラストゥーンの書』は中世アラビア科学でもっとも重要な静力学書である。まず、つり合いの位置からずれた際の力の作用を考えることで、梃子の原理をアリストテレス的な動力学に帰着した。ついで、アルキメデス的な重心の概念を巧みに用いて、天秤について詳しく論じた。ここで扱われている天秤は、腕の重さが無視出来ず、左右の腕の長さが異なり、複数の箇所に重りが吊るされている。12世紀後半にクレモナのゲラルドによってラテン語に翻訳されて、欧州でも広く読まれた。